# История почты и почтовых марок острова Рождества
История почты и почтовых марок острова Рождества, расположенного в Индийском океане, тесно связана с его британской колонизацией и нахождением в составе Стрейтс-Сетлментса и Сингапура (до 1958 года), с последующим введением австралийского управления, когда начался выпуск собственных почтовых марок. Согласно австралийскому законодательству, почтовым оператором на острове Рождества с 1993 года является государственная корпорация Australia Post.

## Краткий обзор
История почты острова определена тем фактом, что в XX веке он большей частью был подчинён фосфатным компаниям. С 1901 по 1942 год остров входил в состав британской колонии Стрейтс-Сетлментс, затем, с 1946 по 1958 год, — в состав Сингапура. Несмотря на переход под контроль Австралии в 1958 году, остров сохранял почтовую и эмиссионную самостоятельность до 1993 года, когда его почтовой администрацией стала Australia Post.
Остров издавал собственные знаки почтовой оплаты с 1958 года. После 1993 года почтовые марки, эмитируемые для острова компанией Australia Post, также имеют хождение на территории Австралии, равно как и австралийские марки могут использоваться на острове Рождества.
По данным каталога «Стэнли Гиббонс», с 1958 по 1969 год — в период управления фосфатной комиссии — было выпущено 32 марки; с 1969 по 1993 год администрация острова Рождества издала 335 марок. С марта 1993 по февраль 2003 года, в течение первых десяти лет почтового управления со стороны Australia Post, для острова Рождества было эмитировано 153 марки.

## В составе Стрейтс-Сетлментс
Остров Рождества был аннексирован в 1888 году Великобританией и с 1899 года эксплуатировался Фосфатной компанией острова Рождества (Christmas Island Phosphate Company), использовавшей труд служащих-европейцев и рабочих-малайцев и китайцев. Почтовое агентство было открыто в 1901 году и управлялось главой окружной администрации (District Officer), представлявшим на острове колонию Стрейтс-Сетлментс. На почте продавались почтовые марки этой колонии с изображением британских монархов.
Перевозка почты осуществлялась между островом Рождества и Сингапуром вместе с грузами и рабочими-мигрантами на судах этой компании. Основную часть незначительных объёмов корреспонденции отправляли и получали европейцы, составлявшие меньшинство населения острова.
Во время Второй мировой войны, 31 марта 1942 года, японские войска вторглись на остров. После освобождения острова британскими войсками здесь употреблялись почтовые марки Малайи с надпечаткой Британской военной администрации. Гражданская почта возобновила свою деятельность к концу 1946 года.
После этих событий местная почтовая связь следовала за политическими переменами в Британской Малайе. Став в апреле 1946 года административно подчинённым Сингапуру, остров Рождества получил почтовые марки этой колонии в 1948 году, но перевозку почты осуществлял Панмалайский почтовый союз.

## Австралийское управление

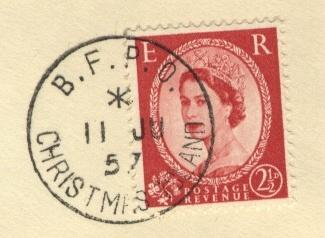
Марка Великобритании из серии «Уайлдинг», погашенная штемпелем Почтовой службы британских войск на острове Рождества в 1957 году

### Почтовая самостоятельность

#### Переходный период
Пока Сингапур готовился перейти на самоуправление, Великобритания решила переподчинить остров Рождества Австралии — стране, c 1948 года контролировавшей вместе с Новой Зеландией Британскую фосфатную комиссию (англ. British Phosphate Commission). С 1 января 1958 года остров перешёл под австралийское управление. Закон Австралии об острове Рождества (Australian Christmas Island Act) подтвердил преемственность правовой системы Сингапура в отношении острова, в том числе и в области почтовой связи. Денежной единицей был оставлен малайский доллар ввиду потребностей работников из Юго-Восточной Азии. Соответственно, островная почта была независима от австралийской почты и была подчинена Фосфатной комиссии Острова Рождества (Christmas Island Phosphate Commission). Жители острова получали свою корреспонденцию в почтовом отделении во Флайинг-Фиш-Ков. Для исходящей корреспонденции выпускались специальные почтовые марки, при этом австралийское министерство территорий (Department of Territories) поручало их печать австралийскому почтовому ведомству. Почтовыми тарифами остались тарифы Сингапура, который был в пределах внутренней тарифной зоны острова Рождества.
Однако в сингапурскую почтовую систему на острове Рождества были внесены два изменения: был уменьшен авиапочтовый тариф для пересылки почтовых отправлений в Австралию, а в 1958 году были присланы австралийские почтовые штемпели с надписью: «CHRISTMAS ISLAND / INDIAN OCEAN / AUST» («Остров Рождества / Индийский океан / Австралия»).
Первые собственные почтовые марки десяти номиналов поступили на острове в обращение 15 октября 1958 года. Графически они представляли собой модификацию австралийской почтовой марки номиналом в 1 шиллинг 7 пенсов, появившейся в марте 1955 года (SG #282d), в рисунке которой были использованы барельефный профиль британской королевы Елизаветы II работы У. Л. Баулза (W. L. Bowles) и цветочный орнамент. Оригинальный дизайн художника Ф. Д. Мэнли (F. D. Manley) был изменён гравёром Дж. Лиссенденом (G. Lissenden) путём добавления надпечатанных чёрной краской надписи «CHRISTMAS ISLAND» («Остров Рождества») и номинала в круге в малайских долларах (SG #1—10). На номиналы и частично на выбранные цвета оказали влияние последние стандартные марки Сингапура (SG #38—52), бывшие в почтовом обращении на острове Рождества. Портрет и слово «Australia» («Австралия») на марках были напечатаны способом глубокой печати, а надпечатка — типографским способом. Марки производились филиалом по печати банкнот (Note Printing Branch) Банка Содружества (англ. Commonwealth Bank) в Мельбурне. Филателистическое бюро в Мельбурне, отвечавшее за реализацию почтовых марок австралийских территорий, предоставило фосфатной комиссии сто марочных листов, которая переправила их на остров на судне через порт Фримантла. Такой же портрет королевы был использован для заказных цельных вещей, эмитированных 18 мая 1959 года.

#### Управление фосфатной комиссии
Первые марки считались временным выпуском, однако до выхода следующей серии прошло пять лет. Её подготовкой руководили министерство территорий, Консультативный комитет по выпуску почтовых марок (англ. Stamp Advisory Committee) и представители острова. Почтовое ведомство Австралии вместе с художниками и печатниками филиала по печати банкнот работали над проектом на основе сделанных на острове фотографий, изображавших его флору, фауну, горнодобывающую промышленность. В итоге десять почтовых марок новой серии были задуманы, нарисованы и выгравированы Дж. Лиссенденом, Питером Моррисом (Peter Morris) и Брюсом Стюартом (Bruce Stewart). Марки появились 28 августа 1963 года (SG #11—20).
По информации Л. Л. Лепешинского, всего за период с 1958 по 1963 год в обращение на острове поступало 20 почтовых марок.
В 1965 году остров принял участие в омнибусном выпуске в честь 50-летия высадки Австралийского и Новозеландского армейского корпуса в Галлиполи во время Первой мировой войны (SG #21). Это была первая памятная марка острова Рождества.
На двух выпусках 1963 и 1965 годов была надпись «CHRISTMAS ISLAND» («Остров Рождества») без всякого упоминания Австралии. Точно так же сокращение «AUST» («Австралия») исчезло с новых календарных почтовых штемпелей. Тем не менее, в 1966—1968 годах на острове применялись также марки Австралии. 6 мая 1968 года денежная и почтовая системы острова Рождества были сближены с австралийскими: доллар Малайи и Британского Борнео сменил австралийский доллар, и в силу вступил закон Австралии о почте и телеграфах (Australian Post and Telegraphs Act). При этом сохранилась возможность адаптаций местного характера, таких как отнесение острова Рождества к региону Западной Австралии для расчёта почтовых тарифов, а также особый низкий тариф для писем, адресованных в Малайзию и Сингапур.
6 мая 1968 года вышла третья стандартная серия с изображением видов рыб Индийского океана. Эта зоологическая тема была предложена ещё в 1966 году для второй серии представителями острова Рождества, одобрившими рисунки художника Джорджа Хамори (George Hamori). Но выпуск этих двенадцати марок был приурочен к переходу на новую денежную единицу и увидел свет лишь в 1968 году (SG #22—31). Обозначение «CHRISTMAS ISLAND / INDIAN OCEAN» («Остров Рождества / Индийский океан») появилось впервые на этих марках 1968 года и использовалось до 1993 года.

#### Местное управление

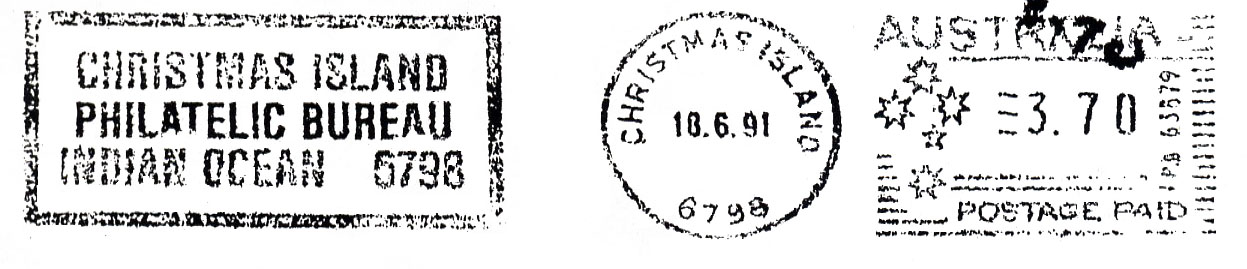
Франкотип филателистического бюро острова Рождества

1 февраля 1969 года Фосфатная комиссия передала заведование почтовой связью на острове Администрации острова Рождества (Christmas Island Administration). Последняя быстро создала филателистическое бюро и в 1971 году выбрала агента для продажи почтовых марок в других странах мира — компанию «Агентство короны». Решения по программе выпуска почтовых марок принимались на месте, марки издавались с помощью и с использованием опыта «Агентство короны» и печатались в специализированных типографиях в Европе,, а с конца 1980-х годов — в Австралии.
В рамках программы издания почтовых марок ежегодно выходило не более четырёх выпусков. Основная тематика была имела местный колорит: флора и фауна, история, политика, экономика и повседневная жизнь острова. Рождество стало ежегодной темой с 1970-х годов благодаря названию острова. Однако эта традиция нарушалась несколько раз в период 1990-х годов, когда вместо поздравительных выпусков издавались малые листы по случаю проведения международных филателистических выставок. В 1980 году для этой территории был напечатан первый почтовый блок.
Почту перевозили суда, вывозившие фосфориты в Австралию, или лайнеры, направлявшиеся в Сингапур. В июне 1974 года для перевозки корреспонденции стало использоваться открытое регулярное авиасообщение между островом, Пертом и Сингапуром.

### Австралийская почтовая территория
В начале 1990-х годов Австралия приняла решение ввести на острове Рождества действие австралийского законодательства в полном объёме. Начиная со 2 марта 1993 года, почтовым оператором острова, отвечающим также за его программу издания почтовых марок, стала Australia Post. В связи с этим почтовые марки острова Рождества, эмитированные после марта 1993 года, можно было использовать на территории Австралии, а австралийские почтовые марки — на острове Рождества.
4 марта 1993 года вышли первые пять марок Australia Post с новым обозначением: «CHRISTMAS ISLAND / AUSTRALIA» («Остров Рождества / Австралия»). Сюжеты выходящих почтовых марок продолжают с тех пор носить ограниченный характер. Australia Post наметила ежегодно делать три обязательных выпуска:
- рождественскую марку, которая печаталась каждые два года в 2000-е годы;
- марку, посвящённую китайскому Новому году с 1995 года (позднее выпуск из 12 марок после 2002 года[3]) и
- один выпуск на местную тематику.

## Сводные данные
В таблице ниже представлены обобщённые сведения об эмиссиях почтовых марок для острова Рождества:
| Годы обращения                    | Использовались марки (государство/территория, надпись)                                                     |
| --------------------------------- | --- |
| Номиналы в долларах Проливов      | |
| 1901—1942                         | Malaya / Straits Settlements (Малайя / Стрейтс-Сетлментс)                                                  |
| 1942—1945                         | Японская оккупация                                                                                         |
| 1945—1946                         | Почтовые марки Стрейтс-Сетлментса, надпечатка «BMA / MALAYA» («Британская военная администрация / Малайя») |
| Номиналы в малайских долларах     | |
| 1946—1958                         | Malaya / Singapore (Малайя / Сингапур)                                                                     |
| 1958—1963                         | Christmas Island / Australia (Остров Рождества / Австралия)                                                |
| 1963—1968                         | Christmas Island / Indian Ocean (Остров Рождества / Индийский океан)                                       |
| Номиналы в австралийских долларах | |
| 1968—1993                         | Christmas Island / Indian Ocean (Остров Рождества / Индийский океан)                                       |
| с 1993                            | Christmas Island / Australia (Остров Рождества / Австралия) и почтовые марки Австралии                     |
| Пояснения                         | |
| «в кавычках»                      | надпечатка обозначения страны                                                                              |
| курсивом                          | оригинальное обозначение страны/территории на марках                                                       |
| (в скобках)                       | перевод на русский язык                                                                                    |